# Jan Ryżewski

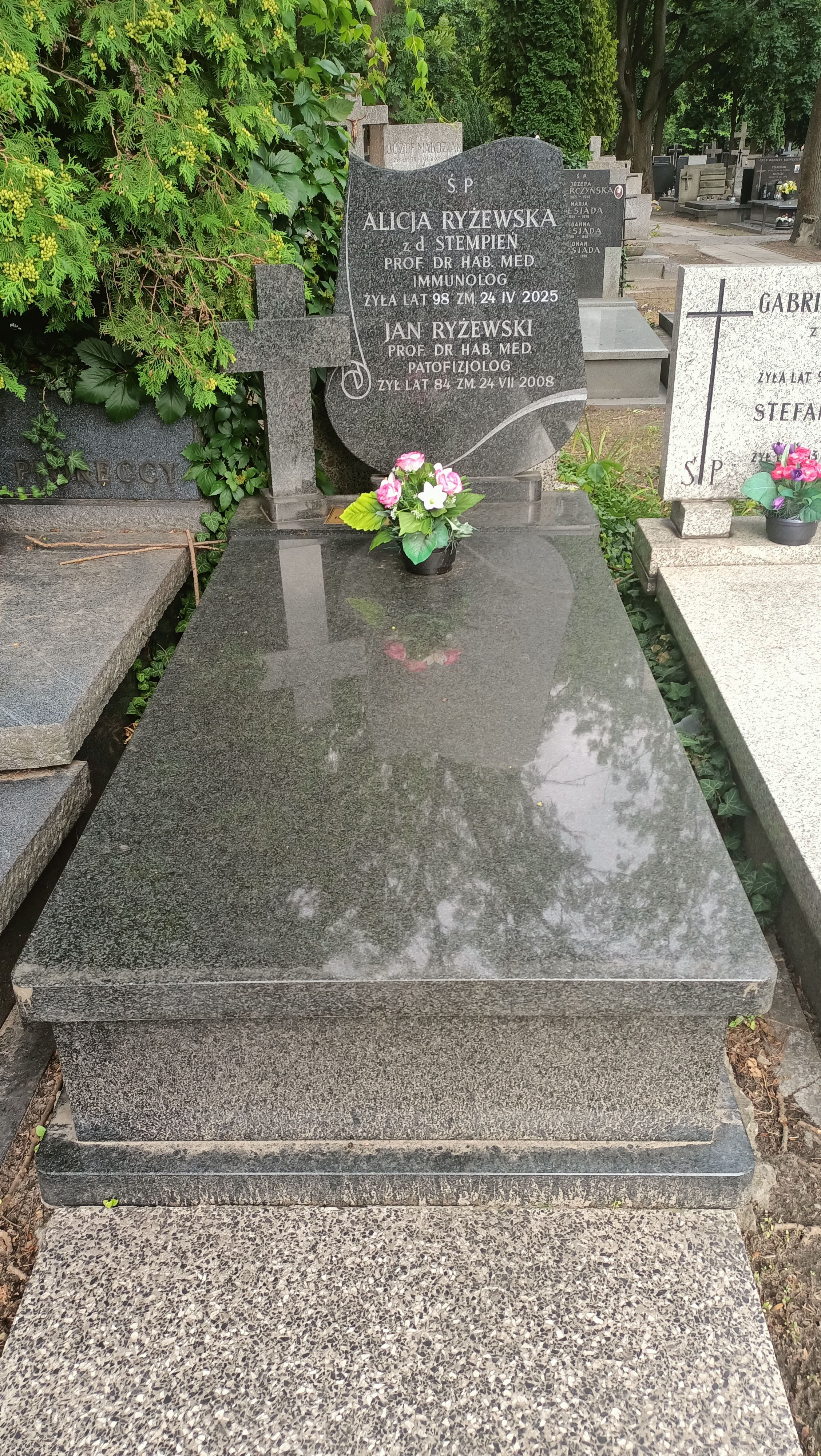
Grób Jana Ryżewskiego na cmentarzu powązkowskim w Warszawie

Jan Ryżewski (ur. 29 marca 1926 w Trabach   – zm. 24 lipca 2008 w Warszawie) – polski patofizjolog, profesor nauk medycznych, członek rzeczywisty Polskiej Akademii Nauk, członek Armii Krajowej.

## Życiorys
Brał udział w konspiracji na Wileńszczyźnie, jako członek AK uczestniczył w wyzwoleniu Wilna, ukrywał się przed obławą NKWD. 
W latach 1945–1950 studiował na Wydziale Lekarskim Uniwersytetu Warszawskiego w Warszawie (obecnie jest to Warszawski Uniwersytet Medyczny). W 1951 uzyskał dyplom lekarza. Podczas studiów rozpoczął pracę w Zakładzie Patologii Ogólnej i Doświadczalnej pod kierunkiem profesora Juliana Walawskiego. W 1955 r. uzyskał stopień doktora, a w 1960 r. doktora habilitowanego. Tytuł profesora nauk medycznych nosił od 1967 - w 1967 tytuł profesora nadzwyczajnego, a w 1977 profesora zwyczajnego. 
W 1967 przy Instytucie Reumatologii w Warszawie powstał Zakład Patofizjologii i Immunologii, który prof. Ryżewski współtworzył i którym następnie kierował do 1996. W latach 1983–1988 był zastępcą dyrektora ds. nauki w Instytucie Reumatologicznym, a w latach 1988-1996 r. jego dyrektorem.
Został pochowany na cmentarzu Powązkowskim (kwatera 136, rząd 6, miejsce 28).
Jego żoną była prof. Alicja Ryżewska.

## Dorobek naukowy
Specjalizował się w takich dziedzinach jak patofizjologia i neuroimmunomodulacja.
W swoich pracach opisywał proces regulacji podstawowych czynności ustroju przez autonomiczny układ nerwowy. Prowadził także badania nad kompensacyjnym działaniem układu nerwowego w ostrej chorobie popromiennej, a także nad immunosupresyjnym działania cysteiny. Jego badania doprowadziły do identyfikacji kaskady molekularnej przenoszenia sygnałów z aktywowanych receptorów cholinergicznych do wnętrza komórek immunoreaktywnych i mechanizmu uwalniania w nich jonów wapnia.
W połowie lat osiemdziesiątych wykazał istnienie cholinergicznych receptorów muskarynowych i nikotynowych w błonie limfocytów. Brał również udział w późniejszych badaniach, które doprowadziły do wykrycia tych receptorów w monocytach i granulocytach obojętnochłonnych; jak również w kolejnych badaniach, w których zidentyfikowane zostały  podtypy receptorów cholinergicznych w tych komórkach.
Wypromował 15 doktorów i patronował czterem przewodom habilitacyjnym. Dwóch jego doktorantów (w tym prof. Włodzimierz Maśliński) zostało profesorami. 
Był współredaktorem i współautorem podręcznika Patofizjologia (wraz z prof. Sławomirem Maślińskim). Wydał ponad 200 publikacji.

## Członkostwa
- Polskie Towarzystwo Immunologiczne[2]
- Towarzystwo Naukowe Warszawskiego[2]
- Transplantation Society[1]
- Polskie Towarzystwo Fizjologiczne (od 1949)[3]
- Societe Belge de Physiologie et de Pharmacologie (od 1958)[3]
- Komitet Nauk Fizjologicznych Polskiej Akademii Nauk (od 1969)[3], którego w latach 1969-1977 - przez trzy kadencje - był przewodniczącym[2]
- Polska Akademia Nauk - od 1989 roku był członkiem korespondentem, a od 2007 członkiem rzeczywistym tejże instytucji[8]
- oraz innych rad naukowych w różnych jednostkach badawczo-rozwojowych[3].

## Nagrody
- nagrody Ministra Zdrowia, Sekretarza PAN, Państwowej Rady ds. Pokojowego Wykorzystywania Energii Atomowej oraz Wydziału Nauk Medycznych PAN[2],
- Krzyż Kawalerski Orderu Odrodzenia Polski za zasługi dla nauki i kraju[2]
- Złoty Krzyż Zasługi[2],
- Medal Edukacji Narodowej[2],
- Krzyż Armii Krajowej[2],
- Krzyż Partyzancki[2],
- Medale za Zasługi dla Obronności Kraju[2]
- Krzyże Oficerski Orderu Odrodzenia Polski za wybitne zasługi dla rozwoju medycyny[9]